# Вержес, Жак
Жак Верже́с (фр. Jacques Vergès; 5 марта 1925 — 15 августа 2013) — французский адвокат смешанного французско-вьетнамского происхождения. Стал известным под прозвищем «Адвокат дьявола».

## Биография
Родился 5 марта 1925 год в Сиаме, в семье французского консула, женившегося на вьетнамке. Его брат-близнец Поль Вержес стал известным политиком, одним из лидеров и основателей компартии Реюньона.
Во время Второй мировой войны Вержес участвовал в освобождении Северной Африки, Италии, Франции. По окончании войны начал адвокатскую деятельность.
Он приобрел всемирную известность в конце 1950-х, защищая обвиняемых в терроризме членов алжирского Фронта национального освобождения. В частности, он был адвокатом Джамили Бухиред, которая была приговорена к смертной казни за взрыв в переполненном французами кафе. После развернутой Вержесом кампании Бухиред помиловали, а, когда через некоторое время её освободили, она вышла замуж за Вержеса, который к тому времени принял ислам и взял себе имя Мансур. 
Позднее Вержес был адвокатом М. Чомбе, Карлоса (Шакала), его жены М. Копп, А. Нассаше, а также Клауса Барбье и Слободана Милошевича.
Считается, что Вержес был близким другом Пол Пота.
Умер 15 августа 2013 года в Париже.